# Футболен съдия
Футболен съдия е човекът, отговорен за прилагането на футболните правила,, по време на футболни срещи. „Той“ или „Тя“ е органът, взимащ окончателно решение, взимайки предвид всички факти, свързани с играта, и е единствената персона на терена, който има правото да започва и спира играта, да налага дисциплинарни действия срещу играчи по време на мач и др.
На повечето нива на игра реферът се подпомага от двама помощници рефери (по-известни като „странични съдии“), които са оправомощени да съветват съдията в определени ситуации като напускане на топката извън очертанията на терена (тъчлиниите), извършени от състезателите нарушения на правилата, възникващи извън полезрението на съдията.
Решенията на помощник-съдиите обаче не са задължителни и съдията има право да отмени решение на помощник-съдия. При по-високи нива на игра реферът може да бъде подпомаган и от „четвърти съдия“, който контролира техническите зони на отборите, подпомага главния съдия с административни задачи, проверява правилата при смените, документация и др.
От 2018 година, на най-високите нива на професионален и международен футбол, има допълнителни асистенти или Видео асистент рефер VAR.